# 歌うクジラ
『歌うクジラ』（うたうくじら）は、村上龍のディストピア小説。
2006年から2010年にかけて雑誌『群像』で連載され、2010年10月に講談社から書籍化された。また、単行本と並行してiPad版を刊行している。2010年、第52回毎日芸術賞受賞作品。

## あらすじ
2022年、人類は不老不死の遺伝子「SW遺伝子」を発見した。その後、人類はノーベル賞受賞者などに優先的にこの遺伝子を注入し、反対に犯罪者達にはこの遺伝子を使い寿命を短くした。それから100年後、極端な格差社会と化した日本で一人の15歳の少年が父からの「遺言」を基に旅に出た。

## 登場人物
タナカアキラ
本作品の主人公。犯罪者とその子孫が住んでいる「新出島」に住んでいる。父が殺された後、父の遺言に従いヨシマツに会うために旅に出る。敬語を話せる。
サブロウ
毒性の液体を分泌する人々「クチュチュ」のメンバー。実の父を求めてアキラと共に旅に出る。
アン
反乱移民軍リーダーの娘。サブロウ達が奪ったトラックの中に居た。その後、タナカアキラやサブロウと共に旅をする。
ヨシマツ
日本を支配する最高指導者の一人。日本で39番目にSW遺伝子を注入された。アキラの旅の道中に「テレパシー」で話しかける。
ネギダール
猿と人間の混血女。本土の郵便配達のためにスカイカーを運転する。
アンジョウ
元「新出島」の管理官。島の子供を本土の「老人施設」へ売る仕事をしていた。

## 刊行リスト
- 『歌うクジラ』（講談社 2010年10月 ISBN 978-4-06-216595-2, 978-4-06-216596-9）
  - 文庫版（講談社 2013年10月 ISBN 978-4-06-277675-2, 978-4-06-277676-9）